# هرگز (فیلم)
هرگز (انگلیسی: Never) یک فیلم درام محصول سال ۲۰۱۴ به نویسندگی و کارگردانی برت آلن اسمیت و با بازی زلدا ویلیامز و زاکاری بوث است.